# Jacques Ledoux
Jacques Ledoux (Warschau, 1921 - Brussel, 6 juni 1988) was een Belgisch filmhistoricus, -conservator en -archivaris.

## Levensloop
Al op jonge leeftijd was Ledoux bezield door film en sinds 1941 werkte hij voor het Koninklijk Belgisch Filmarchief, dat in 1938 door Pierre Vermeylen, Henri Storck en André Thirifays was opgericht. Vanaf 1948 werkte hij daar als conservator en later ook aan de uitbreiding van het filmarchief. Dit werk bleef hij uitvoeren tot aan zijn dood in 1988.
Hij werkte daar aan de restauratie van belangrijke films, zoals aan Napoléon van Abel Gance. Tijdens de Tweede Wereldoorlog bracht hij de film Nanook of the North in zekerheid bij de Abdij van Maredsous. Vijf maal organiseerde hij het festival voor experimentele film, EXPRMNTL, in Knokke: in 1949, 1958, 1963, 1967 en 1974.
Samen met René Micha zette Ledoux in 1955 de Âge d'Or-prijs op en in 1962 het filmmuseum CINEMATEK, samen met architect Constantin Brodzki en Cobra-kunstenaar Corneille Hannoset. Hetzelfde jaar speelde hij een van de hoofdrollen in de film La Jetée van Chris Marker. Van 1961 tot 1977 werd hij benoemd tot algemeen secretaris van de Fédération internationale des archives du film (Internationale Federatie van Filmarchieven) in Parijs.
Jacques Ledoux was een stimulator van veel jonge cineasten en cinefielen, waaronder Robbe De Hert, Noël Godin, Jean-Pierre Bouyxou, Roland Lethem, Jean-Marie Buchet, David McNeil en Patrick Hella, die de vertoningen van het filmarchief dikwijls bezochten en onbezoldigd filmkritieken afgaven, films die later werden vertoond op EXPRMNTL in Knokke.

## Erkenning
Zijn werk aan de opbouw van het Koninklijk Belgisch Filmarchief wordt alom geprezen. Zijn opvolgster Gabrielle Claes noemde het een van de beste filmarchieven ter wereld.
In het jaargang 1987/88 werd Ledoux de Joseph Plateauprijs toegekend voor zijn bijdrage aan de Belgische film in het buitenland. Hij werd in 1988 onderscheiden voor zijn werk met de Erasmusprijs.